# 에이리언 바이러스
에이리언 바이러스(Alien Cargo)는 미국에서 제작된 마크 하버 감독의 1999년 모험, SF 영화이다. 워윅 영 등이 주연으로 출연하였다.

## 출연

### 주연
- 워윅 영
- 미시 크라이더
- 제이슨 런던